# Luník IX
Luník IX je městská část Košic, součást okresu Košice II na Slovensku. Nachází se západně od centra a je obklopen městskými částmi Pereš, Myslava, Barca, Juh a Západ. Má rozlohu kolem jednoho kilometru čtverečního. Sídliště bylo od začátku koncipováno jako romské ghetto. I v současnosti má největší hustotu romského obyvatelstva na Slovensku a je považované za největší ghetto ve střední Evropě. Počet obyvatel k roku 2019 se odhadoval na pět až šest tisíc.

## Historie

### Romové v Košicích
Již v průběhu devatenáctého století docházelo ke stěhování Romů z venkova do Košic a k jejich usazování především ve čtvrti Tábor nacházející se na okraji města podél ulice Moldavská cesta. Čtvrť nicméně v té době byla etnicky smíšená a neměla vysloveně charakter ghetta. Po První vídeňské arbitráži v roce 1938 nicméně dochází k odchodu velké části neromského obyvatelstva a ke koncentraci Romů v oblasti Tábora spolu s celkovým úpadkem životní úrovně ve čtvrti. Po druhé světové válce pak do Košic směřovaly velké migrační toky Romů, kteří přicházeli v souvislosti s poptávkou po pracovní síle na velkých stavebních projektech ve městě a v nových průmyslových podnicích. Postupně také docházelo k uvolňování relativně velkého množství bytů v centru města, odkud do bytů s vyšším standardem na sídlištích odcházeli především příslušníci majority a na jejich místa se stěhovali z velké části původní romští obyvatelé čtvrti Tábor, kteří uvolňovali byty v Táboře nově příchozím Romům z venkova s nižším sociálním statusem. Další přicházející Romové se pak usazovali mimo centrum města v osadách Ťahanovce, Krásna, Myslava a Šaca.

### Plány a výstavba ghetta
Již v průběhu 60. let se začalo uvažovat o možnostech přesouvání Romů do jiných částí města, než které obývali. Postupně se tak začala rozvíjet koncepce městské čtvrti vyčleněné pro Romy, která měla být v původní podobě tvořena různými typy zástavby. Pro výstavbu čtvrti bylo vyčleněno území v sousedství městské skládky odpadu v jejím ochranném pásmu, které bylo dle urbanistické koncepce města považované za nevhodné pro bydlení. Záměr místních úřadů však narazil na nesouhlas vlády, která na základě zkušeností z jiných lokalit již koncentraci Romů na jednom místě považovala za kontraproduktivní. Sídliště tak nakonec bylo realizováno ve značně zjednodušené podobě standardního sídliště bez diferenciovaných typů domů a bez oficiálně přiznaného určení jako sídliště pro Romy. Zůstal však zachován původní plán odsunutí Romů z centrální části města, dále ze čtvrti Tábor a také z některých dalších osad. Na sídliště se tak stěhovali jak Romové (bez rozlišení původu, sociálního statusu atp.), tak i vojáci a policisté z majority. Ke stěhování Romů oproti původním plánům došlo s několikaletým zpožděním až v roce 1981. Už v letech 1981–1989 se tak jednalo o sídliště s vysokým procentem Romů – z přibližně 2000 obyvatel tvořili asi polovinu. Jak na straně velké části obyvatel z majority, tak i na straně velké části Romů panovala značná nespokojenost jak s kvalitou bydlení (především blízkost skládky a provizorní občanská vybavenost), tak i s nutností soužití s částí Romů s odlišnými zvyklostmi. Existovala představa, že vojáci a policisté budou společně s novým kulturnějším prostředím na romskou komunitu pozitivně působit. Rodiny policistů či vojenských důstojníků se však místo toho z Luníku IX postupně odstěhovaly.[zdroj?]

### Oficiální vyčlenění Luníku IX jako ghetta
Ještě v roce 1992 tvořilo neromské obyvatelstvo 32,5% obyvatel lokality, nicméně ve stejném roce došlo k dohodě mezi primátorem města a starosty městských částí, kteří se dohodli, že přesunou zbývající neromské obyvatelstvo do bytů mimo Luník IX. Do poloviny 90. let se tak prakticky veškeré zbývající neromské obyvatelstvo odstěhovalo.
V roce 1995 pak městské zastupitelstvo v Košicích vytvořilo usnesení číslo 55 – Koncepcia bývania pre neplatičov, bezdomovcov a neprispôsobených občanov. Jejich budoucím domovem se měl stát právě Luník IX s tím, že odtud budou postupně vystěhovány bezproblémové rodiny, které o to požádají. Realizace tohoto plánu stále probíhá, zvyšuje se nicméně tlak rodin, které svými opakovanými protesty upozornily na sliby, týkající se vystěhování z Luníku do jiných městských částí, pokud se zde bude koncentrovat vyšší počet nepřizpůsobivých občanů.[zdroj?]

### Název sídliště
Název Luník je označení pro okrsky druhého největšího sídliště na Slovensku – Nového Města (též Terasa), které se skládá z osmi takových částí (Luník I-VIII). Po dostavbě těchto částí následovala výstavba experimentálního okrsku Luník IX, který však byl situován ve značné vzdálenosti od ostatních Luníků. Luník IX se nepovažuje za součást Nového Města – Terasy a podle zákona Národní rady Slovenské republiky ze dne 1. října 1990 o městě Košice je samostatnou městskou částí s vlastní samosprávou.

## Současnost

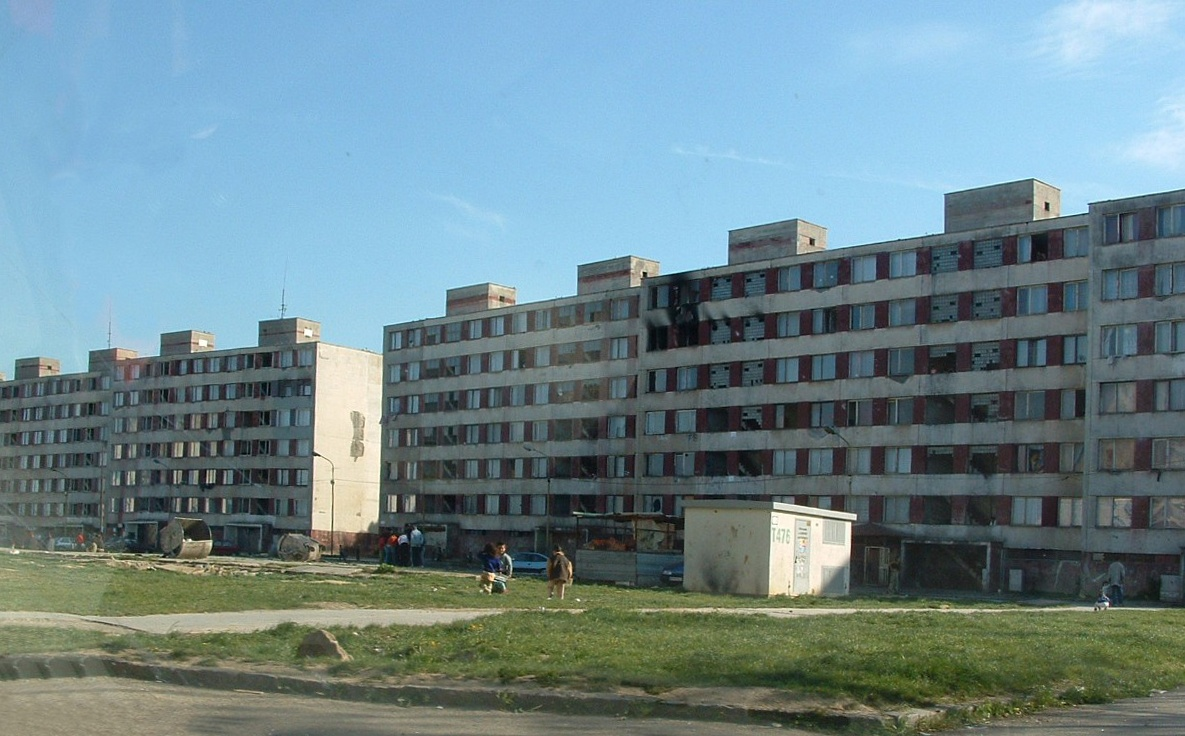
Pohled na ulici

### Demografie
Podle Atlasu rómskych komunít 2019 slovenského ministerstva vnitra sídliště k roku 2019 obývalo celkem 6907 obyvatel, přičemž 91 % až 100 % obyvatelstva tvořili Romové. 6677 obyvatel přitom bydlelo přímo v domech na sídlišti, ostatní (odhadovaný počet 201–250) bydleli v přilehlé osadě Mašličkovo K roku 2015 byl Luník IX považován za největší ghetto ve střední Evropě.
Existují další odhady, které k roku 2019 hovoří o pěti až šesti tisících obyvatel. Naopak odhady z místní radnice mluvily k roku 2021 sice zhruba o sedmi tisících registrovaných obyvatelích, nicméně reálný počet fyzicky zde přebývajících odhadovaly pouze na asi 3500 obyvatel. K razantnímu snížení měla přispívat především rozsáhlá migrace obyvatel do zahraničí.
V roce 2005 žilo na Luníku IX oficiálně 4 400 obyvatel, ačkoli bylo původně postaveno pouze pro 2500 lidí. Podle údajů tehdejšího starosty Jozefa Šani zde žilo také asi dalších 900 nepřihlášených. Z toho bylo zhruba 2 200 dětí.[zdroj?]
Porodnost v této městské části byla k roku 2012 150 až 170 dětí ročně, úmrtnost asi 5 procent. Podle oficiálních čísel připadalo v té době na jeden byt na Luníku IX 6,5 obyvatel, realističtější odhady však počítají s dvojnásobkem, tedy 12–14 obyvatel na jeden byt.

### Instituce přítomné v lokalitě

Poloha v rámci Košic

Na sídlišti od ledna 1997 funguje mateřská škola, zřizovaná městem Košice a od školního roku 2017/2018 zde funguje také soukromá mateřská škola a také základní škola v ulici Ľ. Podjavorinskej, která zde funguje od roku 1983. Nachází se zde také pracoviště střední technické školy.
K roku 2019 ve středisku občanské vybavenosti existovaly také dva větší obchody s potravinami, ordinace pediatra, pracoviště pošty, úřad MČ, služebna městské policie a pracoviště státní policie. Další menší prodejny potravin se nacházely v přízemí některých obytných domů.
Na bezpečnost na sídlišti dohlížela v roce 2004 Romská občanská hlídka. Zhruba po roce fungování ale došlo k jejímu zrušení kvůli ukončení financování ze strany ministerstva vnitra. K opětovnému zřízení hlídky došlo opět na jaře 2009, ale ke konci roku kvůli ukončení financování a dalším nejasnostem ohledně provozu opět zanikla. Od roku 2017 zde opět začaly působit tzv. Místní občanské pořádkové služby.
Po zrušení v roce 1999 zde v roce 2011 byla opětovně zřízena řádná stanice městské policie.
Na sídlišti k roku 2020 fungovalo komunitní centrum neziskové organizace ETP Slovensko. Od roku 2008 na sídlišti začali působit také Saleziáni Dona Bosca, kteří zde dokončili výstavbu nové budovy pastoračního centra, kterou započal římskokatolický kněz Jozef Červeň, který na sídlišti začal působit v roce 2003. Součástí centra je kostel Zmŕtvychvstalého Krista a centrum pro mládež.

### Energie, voda, odpady, kanalizace
Samotné území sídliště bylo k roku 2019 celé obslouženo veřejným vodovodem, elektrickou sítí a kanalizací. Rozvod plynu mělo dostupný asi 70% obyvatel, nicméně rozvod nebyl využíván. Elektřinou nebo plynem topilo 60 % obydlí, zbytek využíval pevná paliva. Svoz odpadu je zajišťován pravidelně vyváženými velkokapacitními kontejnery. Zcela odlišná je situace v osadě Mašličkovo, kde přístup k vodě, elektřině, plynu, kanalizaci a svozu odpadu zcela chybí.
Velká část obyvatel sídliště neplatí za dodávky energií a vodu a někteří z nich jsou od zdroje energií odpojení. Historicky za elektřinu neplatilo 496 bytů z celkem 498. Celkový dluh za nájemné, zdroje energií a odvoz odpadu v roce 2011 činil 6,3 milionu eur a dále narůstal.
Městská část se rozhodla řešit problémy s placením elektřiny převedením části plateb na sebe a následným přerozdělováním dle předplaceného požadovaného objemu místo zatěžujících paušálních plateb, které v případě sociálně vyloučených domácností často končí nedostatkem peněz na zaplacení a exekucemi. Elektronický systém tak umožňuje zajistit dodávky energií a současně jejich zaplacení, čímž se vyřešila část problémů s odpojováním od elektřiny.
Část obyvatel tak měla k dispozici pouze studenou vodu, a i tu pouze na dvě hodiny denně. Pro podezření na únik studené vody z vodovodních domovních přípojek byla od srpna 2012 pitná voda odstavena úplně, přičemž její dodávka byla zajištěna z cisterny každý den ráno.
Část obyvatel sídliště vyhazuje odpad přímo pod okna domů. V roce 2009 byly zlikvidovány nelegální skládky na sídlišti v objemu 800 tun odpadu.
Zdevastované potrubí a ucpaná kanalizace u některých objektů zhoršují hygienické podmínky na sídlišti, přičemž hrozí šíření epidemií do města. Zdravotní problémy jsou zde časté, onemocnění jako žloutenka, vši, svrab, průjmy nebo meningitida se vyskytují pravidelně.[zdroj?]

### Dopravní obslužnost
Na sídliště jezdí autobusová linka číslo 11, která zastavuje pouze na vybraných zastávkách. Nástup do autobusu je povolen pouze přes přední dveře. Vzhledem k častým útokům řidiči nasazení na tuto linku dostávají rizikový příplatek.

### Samospráva

Uspořádání zástavby v roce 2009 dle OpenStreetMap.

V roce 1990, v době ustavení samosprávných orgánů, se starostou Luníku IX (již jako městské části) stal Alexander Weber, který tento post zastával až do roku 1998. V roce 2014 spáchal stávající starosta Dionýz Slepčík týden před komunálními volbami sebevraždu.
S výjimkou prvního starosty byli všichni následující starostové romské národnosti. K roku 2021 byl starostou Marcel Šaňa ze Strany romské koalice, syn jednoho z bývalých starostů Jozefa Šani.
Relativně významnou roli při vývoji ghetta sehrál pozdější slovenský prezident Rudolf Schuster, který měl zásadní vliv na rozhodování o osudech lokality nejprve v roli předsedy Národného výboru mesta Košice a následně v roli primátora města.

## Budovy a součásti sídliště
K roku 2019 bylo přímo v rámci sídliště evidováno 386 nájemních bytů a dále 43 chatrčí v osadě Mašličkovo. Uprostřed sídliště se nachází budovy obsahující většinu občanské vybavenosti, úřad MČ a podobně.

### Demolice zničených domů
Opakované požáry některých vybydlených objektů narušily jejich statiku. Z tohoto důvodu nechalo město Košice v roce 2008 zbourat první dva panelové bloky a v roce 2011 pak další tři bloky se 100 byty. Demolice domů pokračovala i v roce 2013 a její pokračování bylo plánováno i v roce 2014. Podle Slovenské katolické charity se tak ale děje, aniž by město řešilo, kde budou obyvatelé bouraných domů bydlet, a ti proto odcházejí hromadně za příbuznými do belgického Gentu nebo si staví nelegální osadu za sídlištěm.
Náklady na demolici jednoho bloku (2 vchody) představují kolem 250 000 eur, které jsou placené z rozpočtu Košic. Náhradní ubytování se poskytuje pouze obyvatelům s platnou nájemní smlouvou. V průměru na jeden vchod s 30 byty připadají pouze dva s platnou smlouvou, čímž se fakticky zbytek obyvatel stává bezdomovci. Tito obyvatelé si zakládají další ilegální osady i na soukromých pozemcích. V roce 2012 město Košice evidovalo na svém území celkem čtrnáct ilegálních osad. V roce 2017 byl kvůli narušené statice na sídlišti Luník IX zbourán v pořadí již desátý bytový dům.

### Nová výstavba
Zbourané objekty má nahradit výstavba nových nízkonákladových bytů. Ty budou přidělovány lidem, kteří projeví zájem o zlepšení svých životních podmínek a budou splňovat stanovená kritéria.
V roce 2017 došlo k výstavbě nového bytového domu, do nějž se nastěhovalo 12 rodin.

### Osada Mašličkovo
Na okraji sídliště vznikla osada Mašličkovo – sem se přesunula část lidí, kteří přišli o bydlení v důsledku demolic budov, z nichž byli vystěhováváni bez perspektivy získání náhradního ubytování. K roku 2019 byla osada tvořena celkem 43 chatrčemi bez napojení na základní infrastrukturu a žilo zde cca 230 lidí.

### Problematika vlastnictví objektů
Historicky byly veškeré objekty přímo ve vlastnictví Košic a sama městská část neměla možnost budovy upravovat podle aktuální potřeby. Vedení městské části však postupně usiluje o získání městských objektů přímo pod svojí kontrolu.

## Návštěva papeže
V červenci 2021 došlo ke zveřejnění programu slovenské návštěvy papeže Františka. Zahájeny tak byly přípravy spočívající jak v přípravách samotného sídliště, tak i v urychlení očkování proti covidu-19. Během čtyřdenní návštěvy v září 2021 papež zavítal do Bratislavy, Prešova, Šaštína a v Košicích také do části Luník IX.